# Deh Kīān
Deh Kīān (persiska: ده کیان) är en ort i Iran.   Den ligger i provinsen Khuzestan, i den centrala delen av landet, 500 km söder om huvudstaden Teheran. Deh Kīān ligger 1 299 meter över havet och antalet invånare är 784.
Terrängen runt Deh Kīān är varierad. Runt Deh Kīān är det ganska tätbefolkat, med 56 invånare per kvadratkilometer. Närmaste större samhälle är Dehdez, 5,0 km öster om Deh Kīān. Omgivningarna runt Deh Kīān är i huvudsak ett öppet busklandskap.